# Серый волосатохвост
Серый волосатохвост (лат. Lasiurus cinereus) — вид рукокрылых семейства гладконосые летучие мыши (Vespertilionidae), распространённый в Южной и Северной Америке.
Это большого размера летучая мышь. Длина тела от 71 до 90 мм, масса 12—26 г.
Голова короткая, ноздри часто расставлены далеко друг от друга. Уши толстые, короткие, широкие, округлые. Хвост длинный, весь внутри перепонки. Окраска спины варьирует от тёмно-коричневого, красновато-коричневого до серого цвета, усеяна серебристо-белой «изморозью», создавая видимость матового или серого цвета. Перепонки длинные, широкие, толстые, заполняют всё пространство между ногами и густо покрыты волосами в половину или более их длины.
Охотится на летающих насекомых, бабочек. Этот вид летает быстро и часто перемещается в верхних ярусах леса, в 10 метрах над землёй. Активность начинается через 1—2 часа после захода солнца. Эти летучие мыши ведут одиночный образ жизни, но часто образуют группы при охоте на насекомых. Они спят в течение дня на высоте от 3 до 5 метров над землёй, как правило, в листве деревьев.
Вид распространён в Аргентине, Боливии, Канаде, Чили, Колумбии, Эквадоре (Галапагосские острова), Гватемале, Мексике, Панаме, Парагвае, США, Уругвае, Венесуэле.

## Проблема ветроэнергетики
Ветроэнергетика Соединенных Штатов столкнулась с уникальной проблемой: зоозащитники утверждают, что популяции серого волосатохвоста грозит смертельная опасность, исходящая от ветровых турбин. Причиной является столкновение серых волосатохвостов с лопастями турбин ветрогенераторов.